# Bengt Östnäs

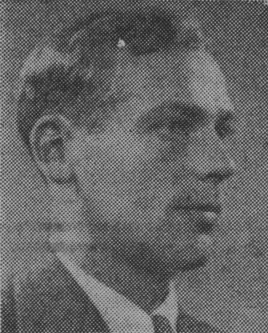
Bengt Östnäs

Bengt Olof Östnäs, född 5 juli 1910 i Sala, död 12 mars 1969 i Örgryte församling, Göteborgs och Bohus län, var en svensk arkitekt.
Östnäs, som var son till ingenjör Gotthard Östnäs och Anna Eriksson, avlade studentexamen i Västerås 1929 och utexaminerades från Kungliga Tekniska högskolan 1933. Han anställdes hos arkitekt Erik Friberger i Göteborg 1933, på Göteborgs stads stadsplanekontor 1935, blev biträdande länsarkitekt i Halmstad 1936, var länsarkitekt där 1939–1946 och var anställd på AB Vattenbyggnadsbyråns kontor i Göteborg 1946–1968.
På Vattenbyggnadsbyrån arbetade han tillsammans med Sune Lindström och stadsplanechefen på Göteborgs Stad Tage William-Olsson fram stadsplanen för Södra Guldheden.
Hans efternamn kommer från Östnæs gård utanför Lilleström i Norge varifrån farfadern Olav Kristoffersen Östnæs kom.